# Pierantonio Pavanello
Pierantonio Pavanello (ur. 20 maja 1955 w Bassano del Grappa) – włoski duchowny katolicki, biskup Adrii-Rovigo od 2016.

## Życiorys
Święcenia kapłańskie otrzymał 16 maja 1982 i został inkardynowany do diecezji Vicenza. Po święceniach został wikariuszem w Valdagno, a po studiach w Rzymie został sekretarzem Rady Kapłańskiej i Rady Duszpasterskiej. W latach 2001–2015 był pomocniczym wikariuszem sądowym przy regionalnym trybunale Triveneto.
23 grudnia 2015 papież Franciszek mianował go ordynariuszem diecezji Adria-Rovigo. Sakry biskupiej 20 lutego 2016 udzielił mu watykański Sekretarz Stanu - kardynał Pietro Parolin.